# Valea Capelei
Valea Capelei (węg. Kápolnapataka) – wieś w Rumunii, w okręgu Harghita, w gminie Lunca de Jos. W 2011 roku liczyła 315 mieszkańców.